# ابوزید عیسی بن محمد علوی
ابو زید عیسی بن محمد العلوی عالم زیدی اواخر سده سوم و اول سده چهارم و ساکن ری بود. علوی از فقه، کلام و حدیث آگاه بود.
نسب ابو زید با چهار واسطه به فرزند زید بن علی می‌رسد. علوی نزد حسین بن حکم حبری و محمد بن منصور مرادی (شاگرد قاسم بن ابراهیم و احمد بن عیسی بن زید) در کوفه تحصیل کرد. ابو زید در ری نزد احمد بن سهل رازی و
ابوزید علوی به پی ریزی مهمترین مباحث در اثبات امامت زیدی و رد امامیه و اسماعیلیه اقدام کرد. او استاد ابوالعباس حسنی بود و از طریق او بر برادران هارونی اثر گذاشت. ابن قبه رازی، متکلم امامی اهل ری، در کتاب الاشهاد خود به نقد علوی پاسخ داده است.
گفته شده ابو زید از خود نسلی برجای نگذاشت و در ری درگذشت.